# Verkehrszahlen des Flughafens Nürnberg

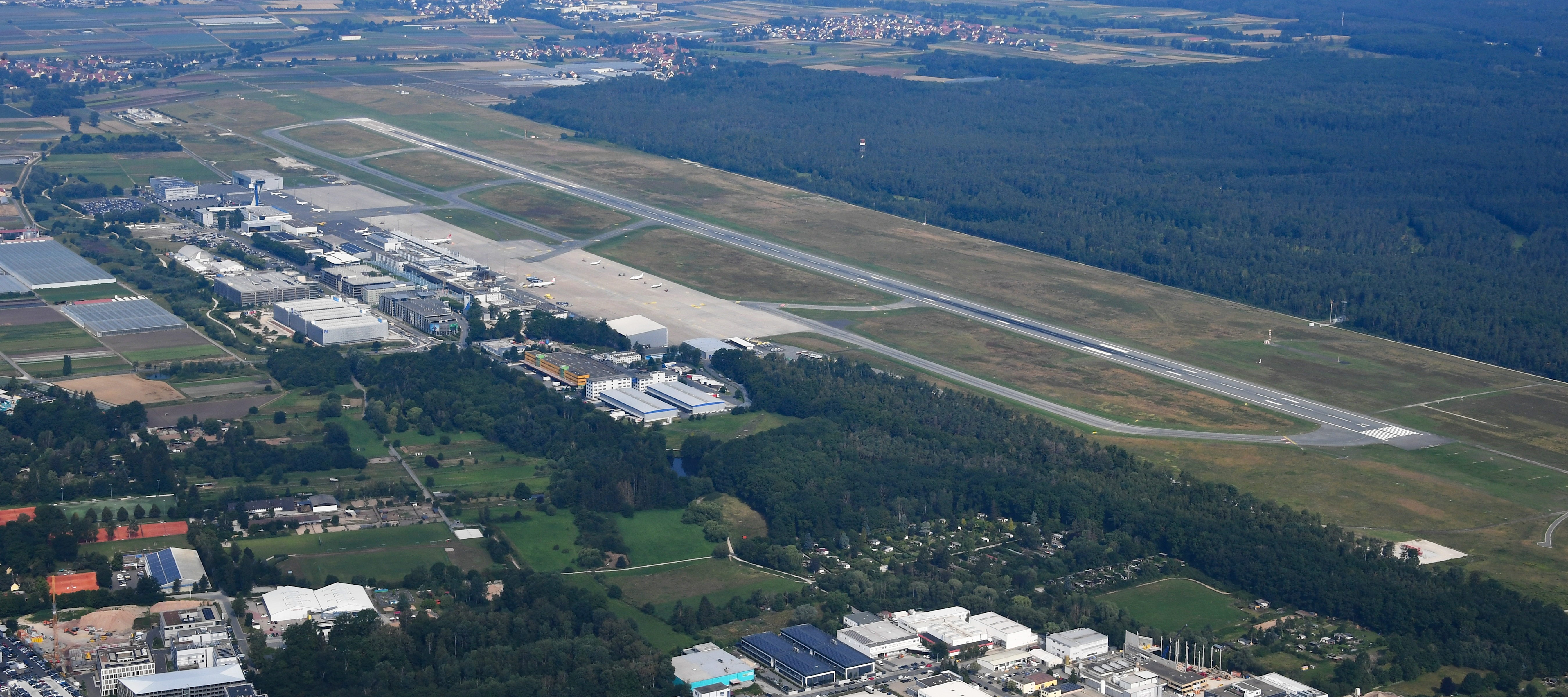
Luftaufnahme des Flughafens

Die Liste Verkehrszahlen des Flughafens Nürnberg einen gibt jährlichen Überblick über die historischen Verkehrszahlen des Flughafens Nürnberg. Genannt werden die Passagierzahlen, Luftbewegungen, Luftfracht und Luftpost.
In der Liste sind auch Veränderungen in der Verkehrsentwicklung zu ersehen, die bedingt durch die erste Ölpreiskrise 1973 und die COVID-19-Pandemie 2020 zu einem mehrjährigen Rückgang in den Verkehrszahlen geführt haben. Im Jahr 2009 stellte die Deutsche Post AG den innerdeutschen Luftpostverkehr vollständig ein.

## Verkehrsentwicklung
Die Verkehrsentwicklung seit 1970:
| Jahr | Passagiere | Flugbewegungen | Luftfracht (t) | Luftpost (t) | Quelle                  |
| ---- | ---------- | -------------- | -------------- | ------------ | ----------------------- |
| 2024 | 4.027.814  | 48.627         | 4.720          | k. A.        | AdV                     |
| 2023 | 3.923.254  | 50.313         | 4.465          | k. A.        | AdV                     |
| 2022 | 3.272.138  | 38.035         | 5.583          | k. A.        | AdV                     |
| 2021 | 1.063.153  | 33.094         | 7.943          | k. A.        | AdV                     |
| 2020 | 916.963    | 30.056         | 6.888          | k. A.        | AdV                     |
| 2019 | 4.111.689  | 61.456         | 7.181          | k. A.        | AdV                     |
| 2018 | 4.466.864  | 66.074         | 8.337          | k. A.        | AdV                     |
| 2017 | 4.186.962  | 64.111         | 8.124          | k. A.        | AdV                     |
| 2016 | 3.484.825  | 59.602         | 7.372          | k. A.        | AdV                     |
| 2015 | 3.381.681  | 60.117         | 7.859          | k. A.        | AdV                     |
| 2014 | 3.257.348  | 61.257         | 8.806          | k. A.        | AdV                     |
| 2013 | 3.309.629  | 62.639         | 9.959          | k. A.        | AdV                     |
| 2012 | 3.597.136  | 64.375         | 9.974          | k. A.        | AdV                     |
| 2011 | 3.962.617  | 67.717         | 10.445         | k. A.        | AdV                     |
| 2010 | 4.068.799  | 70.779         | 9.683          | k. A.        | AdV                     |
| 2009 | 3.965.743  | 71.217         | 10.611         | k. A.        | AdV                     |
| 2008 | 4.269.606  | 76.767         | 12.992         | k. A.        | AdV                     |
| 2007 | 4.238.275  | 81.025         | 15.084         | 6            | AdV                     |
| 2006 | 3.961.458  | 78.104         | 14.359         | 0            | AdV                     |
| 2005 | 3.843.710  | 76.119         | 12.034         | 3            | AdV                     |
| 2004 | 3.648.580  | 71.818         | 13.342         | 693          | AdV                     |
| 2003 | 3.290.299  | 73.241         | 12.996         | 4.602        | AdV                     |
| 2002 | 3.208.287  | 77.857         | 16.177         | 4.717        | AdV                     |
| 2001 | 3.195.818  | 83.807         | 18.227         | 4.441        | AdV                     |
| 2000 | 3.149.881  | 86.704         | 58.961         | 6.350        | AdV                     |
| 1999 | 2.779.412  | 83.728         | 19.344         | 3.293        | AdV                     |
| 1998 | 2.518.028  | 84.041         | 35.501         | 7.353        | AdV                     |
| 1997 | 2.418.338  | 82.984         | 88.886         | 9.542        | AdV                     |
| 1996 | 2.225.005  | 78.836         | 45.364         | 11.385       | AdV                     |
| 1995 | 2.250.694  | 79.424         | 40.234         | 12.162       | AdV                     |
| 1994 | 1.880.151  | 75.162         | 29.171         | 11.918       | AdV                     |
| 1993 | 1.821.027  | 74.485         | 18.552         | 12.284       | AdV                     |
| 1992 | 1.667.810  | 77.363         | 10.911         | 11.782       | AdV                     |
| 1991 | 1.427.230  | 75.327         | 10.588         | 10.297       | AdV                     |
| 1990 | 1.447.305  | 56.659         | 12.749         | 8.244        | Statistisches Bundesamt |
| 1989 | 1.304.306  | 53.611         | 11.010         | 7.662        | Statistisches Bundesamt |
| 1988 | 1.250.458  | 53.102         | 16.398         | 8.252        | Statistisches Bundesamt |
| 1987 | 1.173.699  | 49.429         | 9.971          | 6.832        | Statistisches Bundesamt |
| 1986 | 1.004.904  | 43.366         | 6.704          | 6.159        | Statistisches Bundesamt |
| 1985 | 928.064    | 39.729         | 6.445          | 5.510        | Statistisches Bundesamt |
| 1984 | 832.694    | 32.700         | 4.619          | 6.858        | Statistisches Bundesamt |
| 1983 | 761.735    | 32.605         | 3.091          | 4.650        | Statistisches Bundesamt |
| 1982 | 752.745    | 34.018         | 3.242          | 4.529        | Statistisches Bundesamt |
| 1981 | 806.069    | 36.758         | 3.907          | 4.814        | Statistisches Bundesamt |
| 1980 | 805.720    | 36.973         | 5.411          | 4.364        | Statistisches Bundesamt |
| 1979 | 834.892    | 33.546         | 5.841          | 3.948        | Statistisches Bundesamt |
| 1978 | 814.028    | 32.911         | 6.662          | 3.004        | Statistisches Bundesamt |
| 1977 | 776.031    | 30.096         | 6.403          | 3.956        | Statistisches Bundesamt |
| 1976 | 779.346    | 31.512         | 6.596          | 3.730        | Statistisches Bundesamt |
| 1975 | 572.567    | 34.962         | 5.170          | 3.426        | Statistisches Bundesamt |
| 1974 | 623.923    | 32.025         | 5.388          | 3.434        | Statistisches Bundesamt |
| 1973 | 459.626    | 33.782         | 5.584          | 3.336        | Statistisches Bundesamt |
| 1972 | 637.529    | 35.987         | 5.239          | 3.013        | Statistisches Bundesamt |
| 1971 | 596.969    | 35.054         | 4.903          | 2.646        | Statistisches Bundesamt |
| 1970 | 527.135    | 33.953         | 4.200          | 1.979        | Statistisches Bundesamt |

Angaben zur Methodik:
1. ↑  Bezugsjahr der einzelnen Angaben.
2. ↑  Ab 1991: Anzahl der an- und abfliegenden Passagiere, Transit einfach gezählt. Zählweise der Arbeitsgemeinschaft Deutscher Verkehrsflughäfen (ADV). Bis 1990: Summe der Zusteiger, Aussteiger und Durchgang nach Methodik des Statistischen Bundesamtes.
3. ↑  Ab 1991: Gesamtverkehr, das sind die Starts und die Landungen (inkl. Nichtgewerblichen) Luftfahrzeuge. Zählweise der Arbeitsgemeinschaft Deutscher Verkehrsflughäfen (ADV). Bis 1990: Ausschließlich gewerblicher Verkehr nach Zählweise des Statistischen Bundesamtes. Vom Statistischen Bundesamt wurde die Starts und Landungen der gewerblichen Luftfahrt erfasst sowie die Starts der nichtgewerblichen Luftfahrzeuge (inkl. Segelflug und Motorsegler). Jedoch nicht die Landungen des nichtgewerblichen Luftverkehrs. Im Jahr 1970 excl. Segelflug und Motorsegler.
4. ↑  Ab 1991: Der Wert der Gesamten Fracht, beinhaltete bei den Zahlen der Arbeitsgemeinschaft Deutscher Verkehrsflughäfen (ADV), auch sogenannte getruckte Fracht, dies ist Fracht die per LKW zum Abflugort transportiert wird. Es werden hier jedoch aus Gründen der Vergleichbarkeit, die Zahlen des Gesamtverkehrs (inkl. Transit) ohne Trucking dargestellt. Bis 1990: Summe aus Einladung, Ausladung und Durchgang nach Methodik des Statistischen Bundesamtes.
5. ↑  Ab 2006: Durch die Arbeitsgemeinschaft Deutscher Verkehrsflughäfen nicht mehr gesondert erhoben. Ab 1991: Gesamtverkehr (inkl. Transit). Zählweise der Arbeitsgemeinschaft Deutscher Verkehrsflughäfen (ADV). Bis 1990: Summe aus Einladung, Ausladung und Durchgang nach Methodik des Statistischen Bundesamtes.

## Einzelne Routen
| Rang                                                             | Ziel                    | Passagiere 2018 | Veränderung | Passagiere 2017 | Starts 2018 | Veränderung | Starts 2017 |
| ---------------------------------------------------------------- | ----------------------- | --------------- | ----------- | --------------- | ----------- | ----------- | ----------- |
| 1                                                                | Antalya                 | 193.407         | ▲77,81 %    | 108.769         | 1.175       | ▲69,31 %    | 694         |
| 2                                                                | Palma de Mallorca       | 167.224         | ▲12,61 %    | 148.498         | 1.154       | ▲16,68 %    | 989         |
| 3                                                                | Frankfurt               | 138.273         | ▼-2,35 %    | 141.604         | 1.672       | ▼-5,43 %    | 1.768       |
| 4                                                                | Istanbul-Atatürk        | 108.950         | ▲11,2 %     | 97.978          | 771         | ▲6,05 %     | 727         |
| 5                                                                | Amsterdam               | 98.431          | ▲3,04 %     | 95.524          | 1.193       | ▼-3,09 %    | 1.231       |
| 6                                                                | London-Stansted         | 94.791          | ▲1,14 %     | 93.727          | 608         | ▼-1,94 %    | 620         |
| 7                                                                | Hamburg                 | 87.805          | ▼-0,35 %    | 88.111          | 891         | ▼-0,22 %    | 893         |
| 8                                                                | Paris Charles de Gaulle | 86.679          | ▲3,2 %      | 83.991          | 1.220       | ▼-6,01 %    | 1.298       |
| 9                                                                | Düsseldorf              | 77.822          | ▼-33,73 %   | 117.424         | 1.179       | ▼-36,1 %    | 1.845       |
| 10                                                               | München                 | 66.846          | ▼-1,42 %    | 67.808          | 1.206       | ▼-1,55 %    | 1.225       |
| 11                                                               | Zürich                  | 66.610          | ▲3,83 %     | 64.153          | 1.245       | ▲2,81 %     | 1.211       |
| 12                                                               | Hurghada                | 62.300          | ▲32,25 %    | 47.106          | 381         | ▲34,63 %    | 283         |
| 13                                                               | Budapest                | 57.249          | ▼-2,95 %    | 58.991          | 519         | ▼-4,6 %     | 544         |
| 14                                                               | Heraklion               | 50.260          | ▲32,37 %    | 37.970          | 341         | ▲52,23 %    | 224         |
| 15                                                               | Rom-Ciampino            | 49.773          | ▼-16,08 %   | 59.307          | 301         | ▼-17,31 %   | 364         |
| 16                                                               | Bergamo                 | 43.181          | ▼-14,72 %   | 50.637          | 285         | ▼-20,61 %   | 359         |
| 17                                                               | Manchester              | 43.170          | ▼-15,79 %   | 51.263          | 275         | ▼-22,75 %   | 356         |
| 18                                                               | Berlin-Tegel            | 43.127          | ▼-58,97 %   | 105.102         | 946         | ▼-38,93 %   | 1.549       |
| 19                                                               | Madrid                  | 33.517          | ▲24,38 %    | 26.948          | 203         | ▲23,78 %    | 164         |
| 20                                                               | Wien                    | 33.055          | ▼-15,53 %   | 39.131          | 531         | ▼-4,5 %     | 556         |
| 21                                                               | Fuerteventura           | 26.575          | ▼-13,28 %   | 30.644          | 195         | ▼-14,1 %    | 227         |
| 22                                                               | Thessaloniki            | 24.795          | ▲148,45 %   | 9.980           | 175         | ▲136,49 %   | 74          |
| 23                                                               | Barcelona               | 24.272          | ▲13,57 %    | 21.371          | 182         | ▲11,66 %    | 163         |
| 24                                                               | Sibiu                   | 24.163          | ▲23,99 %    | 19.488          | 154         | ▲11,59 %    | 138         |
| 25                                                               | Krakau/Kraków           | 22.333          | Route neu   | 0               | 149         | Route neu   | 0           |
| In dieser Statistik sind nur Starts enthalten. (Keine Landungen) |                         |                 |             |                 |             |             |             |

| Rang                                                             | Ziel           | Passagiere 2018 | Veränderung | Passagiere 2017 | Starts 2018 | Veränderung | Starts 2017 |
| ---------------------------------------------------------------- | -------------- | --------------- | ----------- | --------------- | ----------- | ----------- | ----------- |
| 1                                                                | Deutschland    | 421.201         | ▼-20,03 %   | 526.725         | 6.923       | ▼-18,16 %   | 8.459       |
| 2                                                                | Spanien        | 334.007         | ▲8,45 %     | 307.995         | 2.360       | ▲8,26 %     | 2.180       |
| 3                                                                | Türkei         | 328.224         | ▲44,44 %    | 227.246         | 2.132       | ▲34,17 %    | 1.589       |
| 4                                                                | Großbritannien | 142.177         | ▼-5,4 %     | 150.288         | 1.007       | ▼-17,19 %   | 1.216       |
| 5                                                                | Italien        | 141.518         | ▼-2,41 %    | 145.017         | 949         | ▼-3,95 %    | 988         |
| 6                                                                | Griechenland   | 122.598         | ▲22,87 %    | 99.778          | 893         | ▲39,1 %     | 642         |
| 7                                                                | Frankreich     | 99.373          | ▲14,3 %     | 86.943          | 1.578       | ▲8,45 %     | 1.455       |
| 8                                                                | Niederlande    | 98.607          | ▲2,96 %     | 95.768          | 1.204       | ▼-3,14 %    | 1.243       |
| 9                                                                | Ägypten        | 88.891          | ▲50,09 %    | 59.225          | 569         | ▲56,75 %    | 363         |
| 10                                                               | Schweiz        | 66.694          | ▲3,64 %     | 64.352          | 1.286       | ▲2,47 %     | 1.255       |
| 11                                                               | Rumänien       | 62.091          | ▲8,25 %     | 57.360          | 380         | ▲3,83 %     | 366         |
| 12                                                               | Ungarn         | 57.452          | ▼-2,79 %    | 59.101          | 531         | ▼-3,63 %    | 551         |
| 13                                                               | Bulgarien      | 41.131          | ▲5,75 %     | 38.896          | 287         | ▲11,67 %    | 257         |
| 14                                                               | Polen          | 36.517          | ▲759,02 %   | 4.251           | 539         | ▲1.247,5 %  | 40          |
| 15                                                               | Österreich     | 33.253          | ▼-15,16 %   | 39.194          | 593         | ▼-1,33 %    | 601         |
| In dieser Statistik sind nur Starts enthalten. (Keine Landungen) |                |                 |             |                 |             |             |             |

1. ↑  Durch die Insolvenz von Air Berlin im Herbst 2017 wurde diese Linie zu einem Hub der Air Berlin 2018 nur noch durch Eurowings als Punkt-zu-Punkt-Verbindung bedient
2. ↑  Durch die Insolvenz von Air Berlin im Herbst 2017 wurde diese Linie zu einem Hub der Air Berlin 2018 nur noch durch Eurowings als Punkt-zu-Punkt-Verbindung bedient
3. ↑  Der Rückgang des innerdeutschen Verkehrs geht in erster Linie auf die Insolvenz der Air Berlin im Herbst 2017 zurück, welche - insbesondere auf den Strecken nach Berlin und Düsseldorf - im Zuge der Anbindung an ihre Hubs einen erheblichen Teil der innerdeutschen Flüge ab Nürnberg angeboten hatte.